# Pravednik
Pravednik (russisk: Праведник, da.: Den retfærdige) er en russisk krigsdramafilm fra 2023 instrueret af Sergej Ursuljak.

## Medvirkende
- Aleksandr Jatsenko som Kiseljov
- Sergej Makovetskij som Ruvim Jankel
- Mark Ejdelsjtejn som Mosje Tal
- Fjodor Dobronravov som Voronjanskij
- Jevgenij Tkatjuk som Nikisjin
- Konstantin Khabenskij